# Флаг Константиновского района (Донецкая область)
Флаг Константиновского района — официальный символ Константиновского района Донецкой области, утверждённый 12 декабря 2002 года решением сессии Константиновского районного совета.

## Описание
Флаг представляет собой прямоугольное синее полотнище с соотношением ширины к длине 2:3, а в верхнем древковом углу находится жёлтый сноп.